# Rafael Lacava
Rafael Alejandro Lacava Evangelista (Roma, Italia; 3 de septiembre de 1968) es un político venezolano. Actualmente es el gobernador de Carabobo por el Partido Socialista Unido de Venezuela (PSUV).
Fue diputado a la Asamblea Nacional entre 2006 y 2007, embajador en Italia entre 2007 y 2008, y alcalde del municipio Puerto Cabello, electo y reelecto en 2008 y 2013 respectivamente. En 2016 renunció por motivos de salud. En 2017 fue elegido gobernador del estado Carabobo. Lacava fue además presidente del Carabobo Fútbol Club y candidato a presidente de la Federación Venezolana de Fútbol.

## Biografía

### Trayectoria profesional
Nació en Roma, Italia, hijo de Mario Romano Lacava Apolloni y Adriana Evangelista Narducci, ambos de nacionalidad italiana. Se graduó de bachiller en el Colegio San José La Salle de Puerto Cabello. Egresó como economista de la Universidad Católica Andrés Bello y especialista en gerencia tributaria de la Escuela Nacional de Hacienda Pública. Además vivió en Manhattan, y estudió en la Universidad Rutgers en Nueva Jersey. Dirigió el equipo de fútbol Carabobo FC como presidente entre febrero de 2013, designado por el gobernador Francisco Ameliach, en reemplazo de Juan Cruz Rey, hasta el 24 de febrero de 2014. El 28 de julio de 2015, Lacava anunció su postulación para presidir la Federación Venezolana de Fútbol, cuyo presidente Rafael Esquivel fue detenido en Zúrich en mayo de ese mismo año.

### Carrera temprana
Fue diputado a la Asamblea Nacional por el estado Carabobo, electo en 2005 con 40.631 votos (92%), e integró la Comisión Permanente de Energía y Minas y la Subcomisión Del Sector Petroquímico del parlamento. En 2007 fue nombrado gobernador suplente de Venezuela ante el Fondo Internacional de Desarrollo Agrícola.

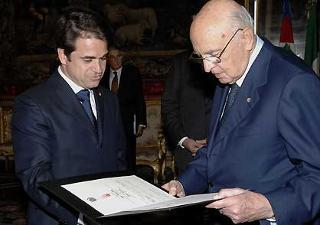
Lacava entregando credenciales al presidente de Italia, Giorgio Napolitano.

En julio de 2007 asumió la embajada de Venezuela en Italia y la presidencia del Grupo de Amistad Parlamentario Venezuela-Italia, así como la representación de la Unión Parlamentaria Mundial, designado por el presidente Hugo Chávez, entregando credenciales al presidente italiano, Giorgio Napolitano. En septiembre de 2007 es nombrado ciudadano honorario del municipio de Crognaleto en Abruzos, de parte del alcalde Giuseppe D'Alonzo, localidad en la que Lacava pasó parte de su infancia, y de donde proviene su madre. Durante su etapa como embajador mantuvo una reunión con el presidente de Friul-Venecia Julia, Riccardo Illy, para iniciar alianzas con Venezuela.
En junio de 2008 se postula en las elecciones internas del Partido Socialista Unido de Venezuela para la candidatura del partido a alcalde del Municipio Puerto Cabello venciendo con el 33 %. En las elecciones de noviembre de 2008 fue elegido alcalde de Puerto Cabello por el PSUV con el 58.13% de los votos, y, posteriormente, en 2013, reelecto para el mismo cargo con el 50.63%. El 20 de agosto de 2016 anunció su renuncia a la alcaldía de Puerto Cabello por razones de salud.

## Gobernador de Carabobo
El 12 de agosto de 2017, es proclamado por el Partido Socialista Unido de Venezuela, como candidato a gobernador de Carabobo, siendo «Carabobo Te Quiero», su lema de campaña, asimismo, contó con el apoyo de todos los candidatos a alcaldes por el PSUV en el municipio. En las elecciones regionales, llevadas a cabo el 15 de octubre de 2017, Lacava obtuvo 486 654 votos, o el 52 %, ante el candidato de Voluntad Popular, Alejandro Feo La Cruz, quien denunció fraude y desconoció su derrota.
Durante las elecciones estudiantiles de la Universidad de Carabobo de 2018, el 14 de noviembre a las 10:00 a. m. aproximadamente, en la Facultad de Medicina de la Universidad de Carabobo, un grupo de al menos 40 encapuchados armados seguidores del gobernador irrumpió en una de las aulas donde se encontraban las urnas de votación con el fin de robarlas y detonaron dos bombas lacrimógenas. Lacava, anunció que desconocía resultados que daban como ganadora a la plancha opositora, Alianza 23, y celebró el triunfo del oficialismo.
El 8 de agosto de 2021 derrotó al exgobernador del Táchira, José Vielma Mora en las primarias del Partido Socialista Unido de Venezuela para la nominación a gobernador del partido en las elecciones regionales del 23 de noviembre. Para las elecciones de 2021 Lacava fundó un partido político llamado «Carabobeños por Carabobo», que buscaba atraer votos independientes y opositores. Dicho partido se ha caracterizado por tener una estrategia comunicacional parecida a la usada por la oposición tradicional: usar el color azul en su propaganda electoral, apelar a la clase media de la ciudad y no a las zonas populares, e incluso desprenderse de la histórica figura del oficialismo en tiempos de elecciones, Hugo Chávez. Vielma Mora, candidato de la facción chavista más ortodoxa derrotado en las primarias acusó a Lacava de cambiar la simbología chavista de los ojos de Chávez por el murciélago.
Lacava se enfrentó en la elección general a Enzo Scarano, candidato por la Mesa de la Unidad Democrática y Javier Bertucci, candidato por la Alianza Democrática. Lacava venció con una amplia ventaja, al obtener 333 919 votos, el 54 %, mientras que su competidor más cercano, Enzo Scarano, se hizo con el 24 %, o 148 679 votos.

### Pandemia de coronavirus de 2020

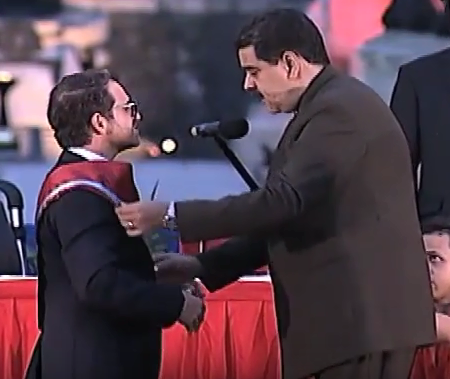
Lacava, siendo juramentado por Nicolás Maduro.

El 14 de marzo de 2020, Lacava declaró estado de alerta en Carabobo, debido a la pandemia de coronavirus a nivel global, a pesar de no haberse confirmado ningún caso en la entidad. Otra medida anunciada por el gobernador en medio de la pandemia, anunciada el 24 de marzo, fue la de exigir a los comerciantes que proporcionen gel antibacterial a sus clientes al momento de entrar al local de abastecimiento, de carácter obligatorio. Un mes después de declarada la alerta en la entidad, Lacava anunció una medida de radicalización de la cuarentena, parecida al toque de queda, en la cual se ordenaba que las personas debían permanecer irrestrictamente en su casa a partir de las 2:00 p. m., por lo que expendios de alimentos y medicinas, únicos con posibilidad de laborar legalmente, trabajarían hasta esa hora.
En marzo de 2021 saltó de nuevo a la controversia por penalizar con trabajo comunitario a infractores de la cuarentena.

### Excentricidades y forma de gobierno
Lacava es generalmente descrito como un político populista más que un ideólogo. The New York Times definió a Lacava como «un nuevo tipo de apparatchik del Partido Socialista que gobierna Venezuela: más jovenes, más cosmopolitas y más dispuestos a despojarse de la ideología en favor de medidas pragmáticas para mejorar la vida de las personas».
Durante las elecciones regionales de 2017, cuando era candidato a la gobernación de Carabobo, el 9 de octubre Lacava se presentó al estudio al canal Globovisión montado en un burro para asistir a una entrevista que tenía pautada. Lacava se retiró porque el personal de seguridad no permitió la entrada del animal. Más tarde escribió en su cuenta de Twitter: «Llegamos a Globovisión con parte de nuestra nueva flota de transporte traída de Alemania y no nos dejaron entrar porque no lo veían oportuno».
En diciembre de 2017, Lacava anunció falsamente que tendría lugar en Carabobo un concierto gratuito del cantante puertorriqueño Bad Bunny, recibiendo diversas críticas especialmente en redes sociales. El mismo Bad Bunny salió públicamente a desmentir dicha afirmación. En noviembre de 2021, al difundirse un video en la que asistió a un casino en Valencia, participando en el juego de la ruleta junto a un grupo de personas, recibió fuertes críticas.
Lacava ha sido conocido como «Drácula», y de la misma manera ha usado su sobrenombre en distintos programas del estado: el transporte público «TransDrácula»; el operativo en contra del acaparamiento y reventa de artículos regulados, o bachaqueo, «El Carro de Drácula»; y el programa de abastecimiento de gas comunal «Gas Drácula». El 14 de septiembre de 2018, la gobernación de Carabobo anunció la remodelación de la Plaza Cristóbal Mendoza ubicada en Valencia, para renombrarla como «Plaza Drácula» o «Plaza Transilvania», nombre que fue rechazado por la Academia de Historia de Carabobo, calificándola como una falta de respeto al pasado carabobeño, pero terminó inaugurándose el 23 de diciembre en un evento con decenas de asistentes. Así mismo, usó su sobrenombre para un torneo de tenis: «Drácula Open», que se celebró en Puerto Cabello. 
Lacava es activo en redes sociales, en especial en Instagram, donde ha saltado a la controversia por comentarios homofóbicos y racistas, generalmente hacia sus detractores.

## Controversias

### Acusación de corrupción
Según documentos de la Banca Privada d’Andorra (BPA) publicados por El País, Lacava habría ocultado fondos en Suiza y en Andorra. El gobernador rechazó las señalamientos, asegurando que "son falsos" y que "no se tienen pruebas".

### Sanciones
El 25 de febrero de 2019, la Oficina de Control de Bienes Extranjeros del Departamento del Tesoro de los Estados Unidos sancionó a Lacava junto a otros tres gobernadores por no permitir la entrada de la ayuda humanitaria a Venezuela por vía marítima, ya que el Estado Carabobo mantiene el Puerto de Puerto Cabello que es el mayor complejo portuario de Venezuela y además uno de los más importantes del país.

## Vida personal
Rafael Lacava está casado con Nancy González con quien tiene 4 hijos: Matías Lacava, quien es jugador de fútbol y forma parte del Ulsan Hyundai F.C; Adriana, Isabella y Alessandro.